# Ricania marginenotata
Ricania marginenotata är en insektsart som beskrevs av Stsl 1865. Ricania marginenotata ingår i släktet Ricania och familjen Ricaniidae. Inga underarter finns listade i Catalogue of Life.